# Buvolí mléko

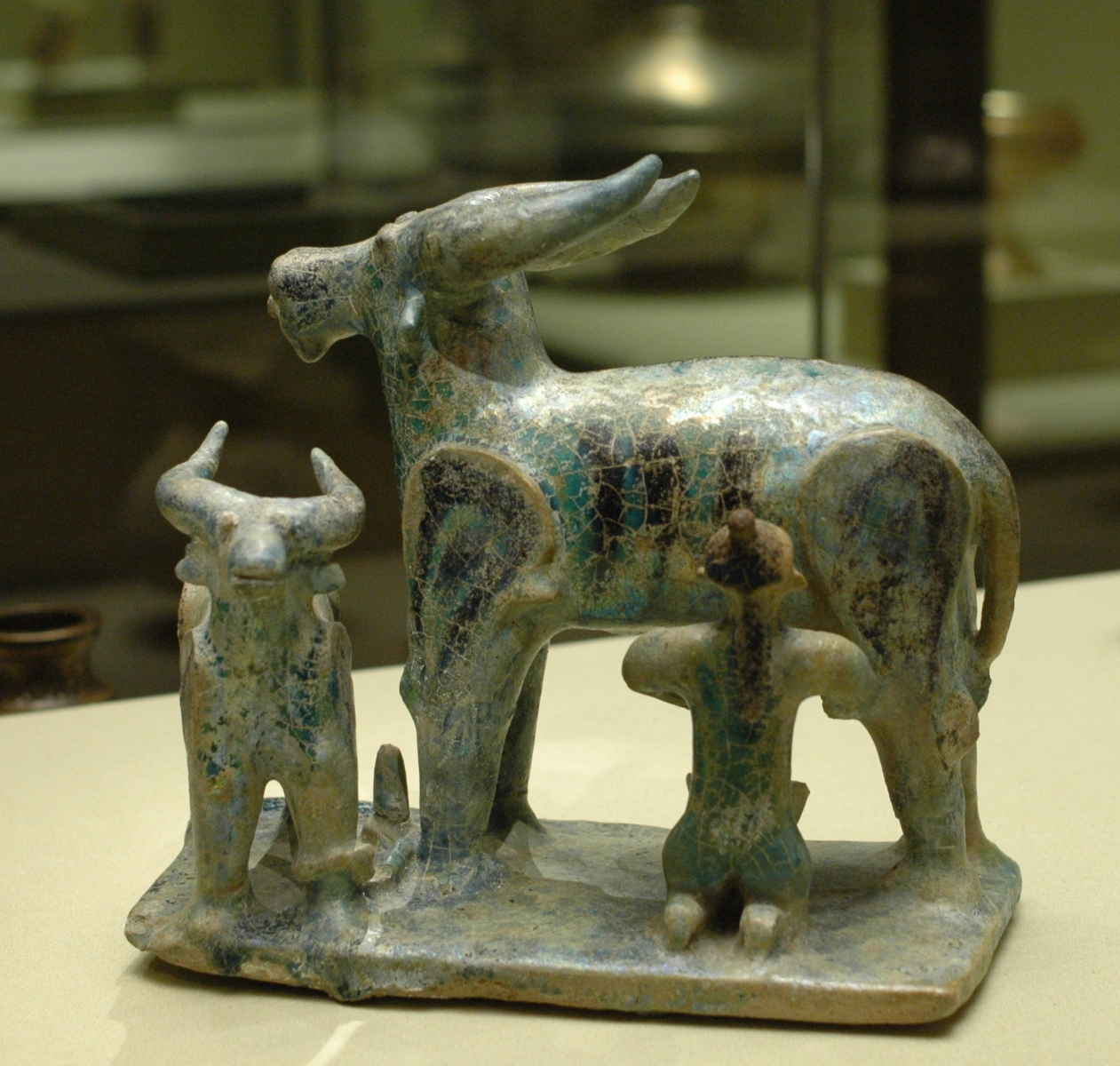
Soška dojení buvola, 12.–13. stol., Louvre

Buvolí mléko je mléko získávané od buvola domácího (Bubalus arnee f. bubalis), také známého jako buvol vodní, což je domestikovaná forma buvola arni. Buvolí mléko obsahuje velké množství tuku, bílkovin, cukru a je bohaté na vitamíny a minerály, proto je hodnoceno jako významný zdroj výživy. Stejně jako kravské mléko jej lze použít pro výrobu celé řady mléčných výrobků, avšak buvolí mléko je krémovější a hustší.

## Výrobky

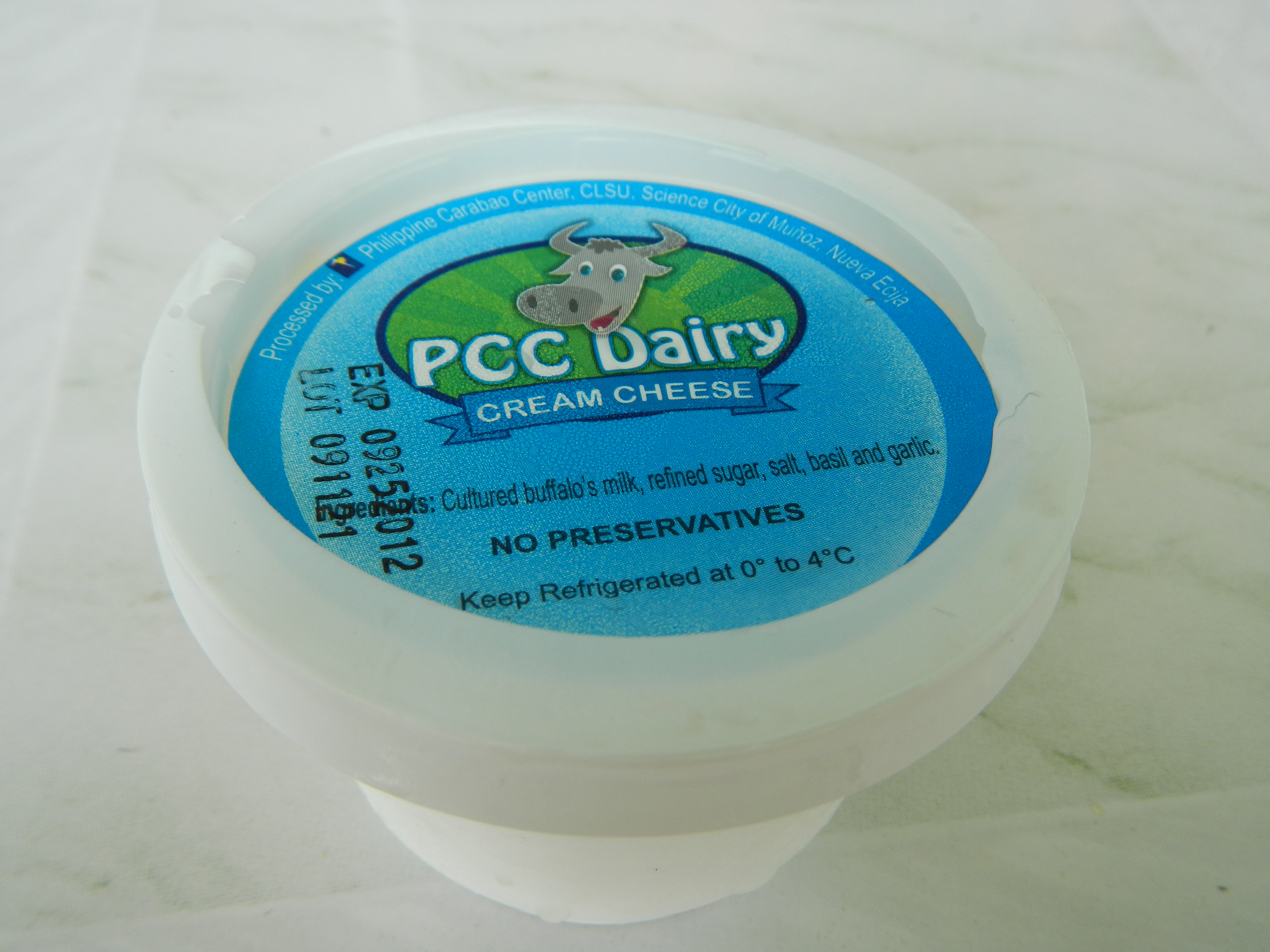
Krémový sýr z buvolího mléka

- Tvaroh
- Máslo
- Jogurty
- Sýry
  - mozzarella di bufala
  - sýr Labneh
- sladkosti
- Zmrzlina
- Podmáslí
- Kefír
- Sušené buvolí mléko

## Vlastnosti buvolího mléka
- kyselost 0,13 %
- výrazná bílá barva, neboť neobsahuje beta-karoten
- krémové a sladké
- delší trvanlivost díky přítomnosti enzymů
- více kalorií než kravské mléko

## Složení buvolího mléka

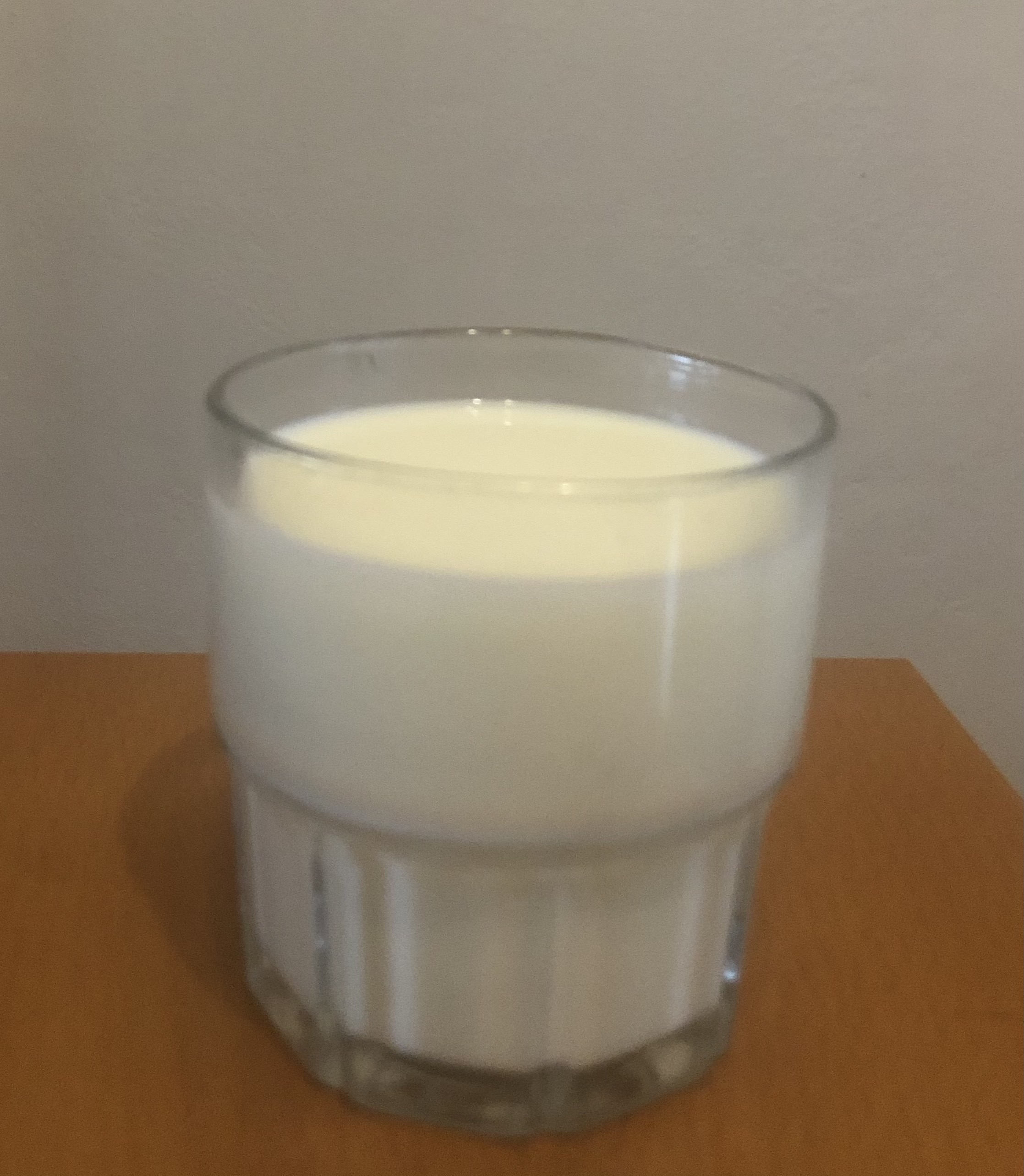
Sklenice buvolího mléka

### Bílkoviny
- imunoglobuliny IgG, IgA1, IgA2, IgM
- laktoferin je přítomen v koncentracích 0,32 mg/ml
- kaseinové frakce (40 % αs1–kaseinu, 6–9 % αs2-kaseinu, 35 % β-kaseinu a 12 % κ-kaseinu)
- Alfa-laktalbumin a beta-laktoglobulin

### Tuky
- mastné kyseliny nasycené
- mastné kyseliny nenasycené
- mastné kyseliny mono nenasycené
- fosfolipidy

### Minerální látky
- Vápník 183 mg/100 ml
- Hořčík 18 mg/100 ml
- Sodík 44 mg/100 ml
- Draslík 107 mg/100 ml
- Fosfor 82 mg/100 ml
- Chlór 58 mg/100 ml

### Producenti
Mezi významné producenty buvolího mléka patří Indie, Čína, Pákistán, Egypt, Itálie, Brazílie a Argentina.